# Часовня Иоанна Кронштадтского
Часовня Иоанна Крондштадтского в Твери (проспект Чайковского, дом 19) была построена в 1913 году в ознаменовании 300-летия Дома Романовых на средства Оршинского монастыря, по благословению архиепископа Тверского и Кашинского Антония и с разрешения Тверской городской Думы, которая выделила место для часовни между Станционным шоссе (ныне — проспект Чайковского) и Коняевской железнодорожной веткой.

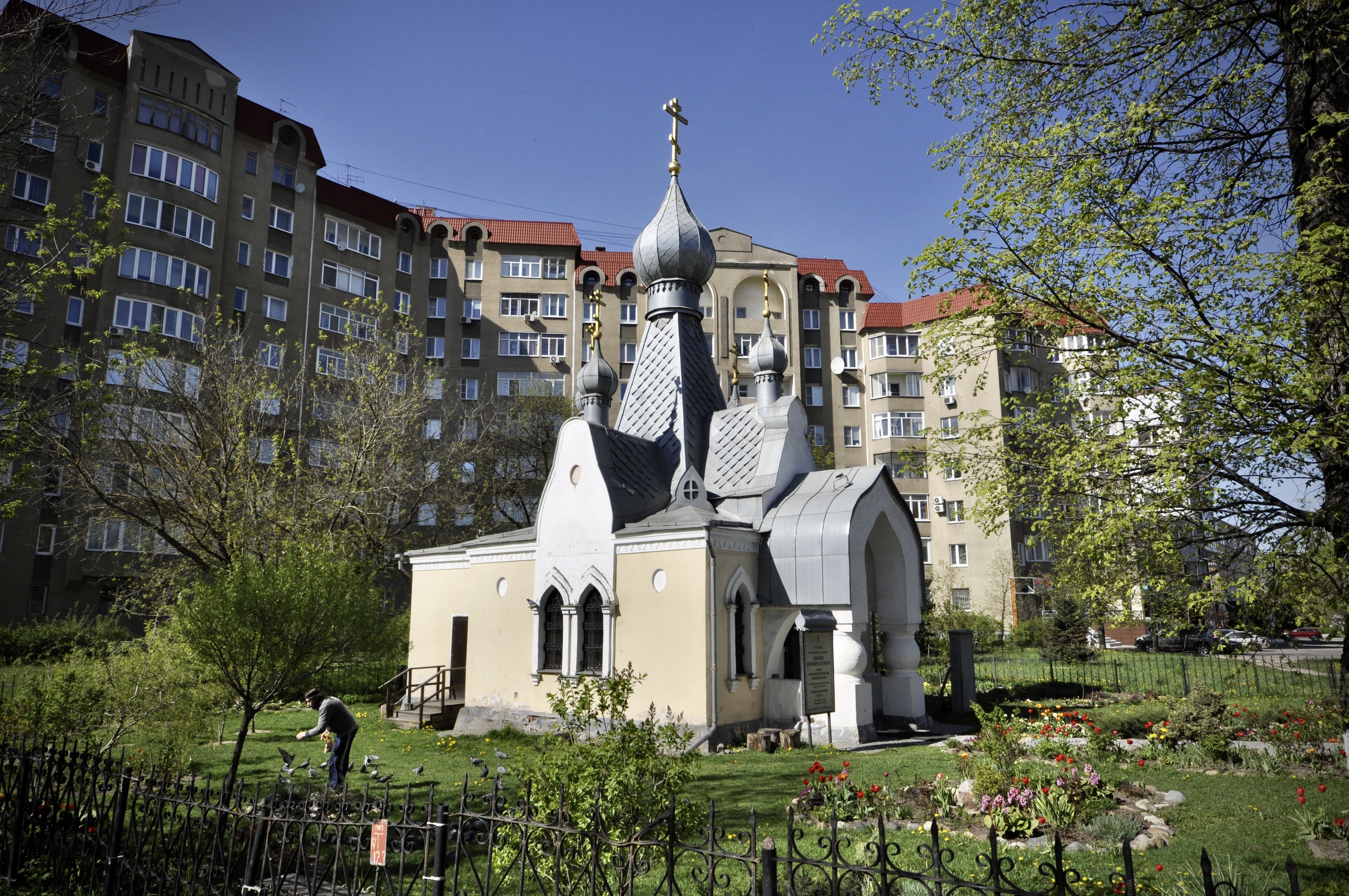
Фотография часовни на фоне дома 1 на ул. Коробкова

В годы советской власти осталась одной из немногих уцелевших часовен в городе; использовалась как керосиновая лавка и магазин сувениров. Реставрирована по проекту архитектора А. И. Кустова.
После передачи в 2010 году Русской православной церкви заново освящена, получив имя Иоанна Кронштадтского. Является подворьем Оршина женского монастыря. Работает в дневное время, в ней совершаются православные молебны и таинства.